# Nina Faliero
Pour les articles homonymes, voir Faliero et Starace.
Maria-Anna Starace, née le 10 avril 1877 à Naples et morte le 1er avril 1946 à Chêne-Bougeries en Suisse, de son nom d'artiste Nina Faliero, est une cantatrice suisse et italienne.

## Biographie
Originaire de Naples, fille de Giosué et de Marie née Bozzelli, Nina Faliero vient très jeune à Genève où elle étudie le chant avec Mme Deytard-Lenoir, puis à Paris avec Gabrielle Krauss, de l'Opéra. De retour à Genève elle étudie également avec Émile Jaques-Dalcroze, qu'elle épouse dans cette ville le 26 décembre 1899, et dont elle chanta de nombreuses œuvres vocales. Elle interpréta (en récital ou sur scène) Bach, Mozart, Berlioz, Mahler, Debussy, Fauré ou Ernest Bloch dont elle créa notamment Quatre Historiettes au Crépuscule pour mezzo et piano en 1906 à Genève.
Elle devait entamer une carrière internationale au cours de laquelle la critique de l'époque est unanime à saluer son talent musical, son tempérament dramatique et la pureté de son timbre de soprano.
Excepté quelques prestations ultérieures épisodiques elle interrompit, comme bien d'autres femmes artistes, ces débuts prometteurs à la naissance de son fils Gabriel mais resta l'interprète privilégiée de Jaques-Dalcroze, en prêtant sa voix à plusieurs créations comme le cycle lyrique pour soprano et orchestre Tragédie d'amour (1906), Les Jumeaux de Bergame (1908), La Fête de Juin (1914), La Fête de la Jeunesse et de la Joie (1923), Les Premiers Souvenirs et Le Petit Roi qui pleure (Grand Théâtre de Genève, 1932).
Elle meurt le 1er avril 1946 à Chêne-Bougeries dans le canton de Genève.
Sources:
- Fondation Emile Jaques-Dalcroze.
- Tchamkerten, Jacques: Nina Faliero, in Dictionnaire du Théâtre en Suisse, Chronos Verlag Zurich 2005, vol. 1, p.555.
- Irène Minder-Jeanneret, *Femmes musiciennes en Suisse romande", Editions Cabédita, 1995.